# Frísia Oriental
Frísia oriental (en alemany Ostfriesland, frisó Oostfreesland) és un antic comtat de la Frísia històrica i que avui està inclosa administrativament a Alemanya, tot formant part de l'estat de Baixa Saxònia. L'indret està localitzat al nord-oest d'Alemanya, en la zona costanera separada pel mar de Wadden del Mar del Nord.
Les ciutats més importants són Emden, Auerk, Leer, Norden i Wittmund. Té els districtes d'Aurich, Leer i Wittmund, juntament amb la ciutat independent d'Emden i les set illes Frisones orientals: Borkum, Kachelotplate, Juist, Norderney, Heligoland i Langeoog.

## Història

### Protohistòria
Les dades sobre la prehistòria de Frísia oriental han estat obtinguts gràcies, en part, a les restes arqueològiques trobats. No obstant això, la principal font d'informació prové de les mans dels historiadors romans. Així, cap dir que els primers a analitzar la regió serien Plini el Vell, Tàcit i Estrabó, reflectint als seus escrits la grandària i distribució dels assentaments humans, així com els costums dels habitants del lloc, i els accidents geogràfics més importants.
Plini descriu el poble xauc com una comunitat primitiva situada a la riba del Mar del Nord, entre els rius Elba i Ems. Aquests primers habitants haurien sigut un poble dedicat a la pesca als aiguamolls. Més tard, en la regió penetrarien els saxons, que emigraven des de l'est, així com els frisons, la migració dels quals procedia de l'oest. D'aquesta manera, ambdós pobles van acabar ocupant el lloc, o controlar tota la zona costanera de Frísia oriental.

### Etapa precarolíngia
Abans que es donés l'imperi de Carlemany existia un regne de Frísia que abastava des de l'actual Holanda del Nord fins a la riba del riu Weser. Després que una sèrie de nobles aconseguissin controlar la regió, s'establiria la Corona de Frísia, dels quals el més conegut és probablement Radbod, qui apareix en nombrosos relats populars frisorientals, així com en els mites i llegendes de la regió. Actualment dona nom a nombrosos llocs, i se li han dedicat nombrosos carrers.

### Conquesta de Carlemany
El Regne de Frísia tindria una existència relativament fugaç, puix cauria davant la invasió de Carlemany el 785, passant a mans dels francs. Va ser governada per un grup de capitosts de les ciutats i pobles més grans, a l'inici elegits i més tard heredetaris. Un d'ells, Ulric I, primer de la dinastia dels Cirksena, va reeixir a reunir uns territoris i el 1464 va ser nomenat comte imperial per Frederic III del Sacre Imperi Romanogermànic. Aquesta dinastia va governar fins a l'any 1744. Quan el darrere Cirksena va morir sense descendència masculina, Prússia va ocupar el comtat i Frederic el Gran va esdevenir el sobirà.